# Taletidskort
Et taletidskort er et kort, med hvilket man forudbetaler sit mobiltelefonbrug. Kortet indeholder taletid for et bestemt beløb, og når dette er brugt, kan der ikke ringes fra telefonen.
| Telefon | Spire Denne artikel om (mobil-)telefoner og telefoni er en spire som bør udbygges. Du er velkommen til at hjælpe Wikipedia ved at udvide den. |